# 바닷가의 쥐들
《바닷가의 쥐들》(영어: Beach Rats)은 2017년 개봉한 미국의 드라마 영화이다. 엘리자 히트먼이 감독과 각본을 맡았다.

## 출연
- 해리스 딕킨슨
- 케이트 호지
- 에릭 포템파
- 메이들린 웨인스타인